# Championnat d'Algérie de football 2025-2026
 (août 2025).
Si vous disposez d'ouvrages ou d'articles de référence ou si vous connaissez des sites web de qualité traitant du thème abordé ici, merci de compléter l'article en donnant les références utiles à sa vérifiabilité et en les liant à la section « Notes et références ».
Navigation
Ligue 1
2024-2025 Ligue 1
2026-2027
Le championnat d'Algérie de football 2025-2026 est la 64e édition de ladite compétition et la 16e sous l'appellation de Ligue 1. Sa saison débute le 21 août 2025, et prévoit de se terminer le 16 mai 2026, opposant seize clubs dont deux équipes promues depuis la deuxième division de la saison antérieure, le MB Rouissat et l'ES Ben Aknoun, champions respectifs des groupes Centre-Est et Centre-Ouest.

## Participants
L'édition 2025-2026 met donc en lice 16 clubs : 
- les quatorze maintenus de la saison précédente,
- auxquels s'ajoutent les deux promus de Ligue 2 (remplaçant deux clubs relégués : le NC Magra et l'US Biskra) :
  - L'Etoile Sportive Ben Aknoun (ESBA), déjà participante lors de l'avant dernière saison.
  - Le MB Rouissat (MBR) qui joue pour la première fois à ce niveau.

Parmi les 16 clubs participants, le CR Belouizdad et le MC Oran jouent leur 62e saison dans cette compétition ; un seul n'y a pas connu de relégation depuis sa montée (en 1969), la JS Kabylie, ce dernier reste également le club le plus titré en championnat (quatorze titres).
| \| Alger ASO CSC ESS JSK JSS MCO MBR MCEB USB USMK ESM OA \| Localisation des clubs engagés dans le championnat. |
| Alger ASO CSC ESS JSK JSS MCO MBR MCEB USB USMK ESM OA                                                           |

| \| ESBA MCA USMA CRB PAC \| Localisation des clubs algérois engagés en L1. |
| ESBA MCA USMA CRB PAC                                                      |

| Club           | au classement final de 2023-2024 | entraîneur initial | stade                       | capacité | dernière montée en | nombre de saisons passées en D1 |
| -------------- | -------------------------------- | ------------------ | --------------------------- | -------- | ------------------ | ------------------------------- |
| MC Alger       | 1er                              |                    | stade Ali-Ammar             | 40 000   | 2003               | 56                              |
| JS Kabylie     | 2e                               |                    | stade Hocine-Aït-Ahmed      | 50 766   | 1969               | 56                              |
| CR Belouizdad  | 3e                               |                    | stade du 20-Août-1955       | 15 000   | 1989               | 60                              |
| Paradou AC     | 4e                               |                    | stade Omar-Benrabah         | 16 000   | 2017               | 10                              |
| JS Saoura      | 5e                               |                    | stade du 20-Août-1955       | 20 000   | 2012               | 13                              |
| ES Sétif       | 6e                               |                    | stade du 8-Mai-1945         | 25 000   | 1997               | 57                              |
| USM Khenchela  | 7e                               |                    | stade Amar Hamam            | 10 000   | 2022               | 5                               |
| USM Alger      | 8e                               |                    | stade Omar-Hamadi           | 17 500   | 1995               | 45                              |
| MC Oran        | 9e                               |                    | stade Miloud-Hadefi         | 40 143   | 2009               | 60                              |
| CS Constantine | 10e                              |                    | stade Chahid-Hamlaoui       | 22 500   | 2011               | 29                              |
| O Akbou        | 11e                              |                    | stade de l'Unité Maghrébine | 17 500   | 2024               | 1                               |
| MC El Bayadh   | 12e                              |                    | stade Zakaria Medjdoub      | 15 000   | 2022               | 3                               |
| ASO Chlef      | 13e                              |                    | stade Mohamed-Boumezrag     | 18 000   | 2019               | 31                              |
| ES Mostaganem  | 14e                              |                    | stade Mohamed-Bensaïd       | 18 000   | 2024               | 8                               |
| MB Rouissat    | 1er (Ligue 2 CE)                 |                    |                             |          | 2025               | -                               |
| ES Ben Aknoun  | 1er (Ligue 2 CO)                 |                    | stade du 20-Août-1955       | 15 000   | 2025               | 2                               |

Légende des couleurs
- participants à la Ligue des champions de 2025-2026
- et à la Coupe de la confédération de 2025-2026
- promus de la Ligue 2 de 2024-2025

## Compétition

### Règlement
Le classement est calculé selon le barème de points suivant : une victoire rapporte trois points au vainqueur, le match nul un seul à chaque équipe, et la défaite aucun au vaincu.
En cas d'égalité de points, les critères de départage sont inchangés depuis la saison 2019-2020, se présentant ainsi :
1. plus grand nombre de points obtenus par une équipe lors des matchs joués entre les équipes en question ;
2. meilleure différence de buts obtenue par une équipe lors des matchs joués entre les équipes en question ;
3. meilleure différence de buts obtenue par une équipe sur l'ensemble des matchs joués par les équipes en question lors de la phase aller ;
4. plus grand nombre de buts marqués par une équipe sur l'ensemble des matchs joués par les équipes en question lors de la phase aller ;
5. plus grand nombre de buts marqués par une équipe sur l'ensemble des matchs joués à l'extérieur par les équipes en question lors de la phase aller ;
6. en cas d'égalité concernant tous les critères ci-dessus, un match d'appui est organisé par la LFP sur terrain neutre avec prolongation et le cas échéant tirs au but.

### Résultats
Source : résultats par journée sur le site de la Ligue 1.

## Parcours en Coupes d'Afrique
| Club          | Compétition                             | Résultat | Ultime(s) adversaire(s) | Ultime(s) adversaire(s) | Ultime(s) adversaire(s) |
| ------------- | --------------------------------------- | -------- | ----------------------- | ----------------------- | ----------------------- |
| MC Alger      | Ligue des champions de la CAF 2025-2026 |          |                         |                         |                         |
| JS Kabylie    | Ligue des champions de la CAF 2025-2026 |          |                         |                         |                         |
| USM Alger     | Coupe de la confédération 2025-2026     |          |                         |                         |                         |
| CR Belouizdad | Coupe de la confédération 2025-2026     |          |                         |                         |                         |